# Круча (Ясси)
Круча (рум. Crucea) — село у повіті Ясси в Румунії. Входить до складу комуни Лунгань.
Село розташоване на відстані 314 км на північ від Бухареста, 31 км на захід від Ясс.

## Населення
За даними перепису населення 2002 року у селі проживали 1539 осіб.
Національний склад населення села:
| Національність | Кількість осіб | Відсоток |
| -------------- | -------------- | -------- |
| цигани         | 907            | 58,9%    |
| румуни         | 632            | 41,1%    |

Рідною мовою назвали:
| Мова      | Кількість осіб | Відсоток |
| --------- | -------------- | -------- |
| циганська | 905            | 58,8%    |
| румунська | 634            | 41,2%    |